# Naenia obscura
Naenia obscura är en fjärilsart som beskrevs av Arnold Spuler 1906. Naenia obscura ingår i släktet Naenia och familjen nattflyn. Inga underarter finns listade i Catalogue of Life.